# Achlyodes
Achlyodes es un género de lepidópteros ditrisios de la subfamilia Pyrginae  dentro de la familia Hesperiidae.

## Especies
- Achlyodes busirus (Cramer, [1779])
- Achlyodes pallida (R. Felder, 1869)
- Achlyodes minna Evans, 1953
- Achlyodes mithridates (Fabricius, 1793)
- Achlyodes munroei Bell, 1956

Tres especies A. minna, A. mithridates y A. munroei a veces, se las consideran dentro del género Eantis.